# Асписхајм
Асписхајм (њем. Aspisheim) општина је у њемачкој савезној држави Рајна-Палатинат. Једно је од 66 општинских средишта округа Мајнц-Бинген. Према процјени из 2010. у општини је живјело 915 становника. Посједује регионалну шифру (AGS) 7339002.

## Географски и демографски подаци
Асписхајм се налази у савезној држави Рајна-Палатинат у округу Мајнц-Бинген. Општина се налази на надморској висини од 175 метара. Површина општине износи 5,8 km². У самом мјесту је, према процјени из 2010. године, живјело 915 становника. Просјечна густина становништва износи 157 становника/km².